# Чалта
Чалта, или Дилле́ния инди́йская (лат. Dillenia indica) — вечнозелёное дерево семейства Диллениевые, высотой до 15 м, происходящее из Юго-Восточной Азии, Индии и Шри-Ланки. Листья 15-36 см длиной, с рифлёной поверхностью и выделяющимися жилками. Цветки большие 15-20 см диаметром с белыми лепестками и многочисленными жёлтыми тычинками. Плод сложный, состоящий из 15 увеличенных в размерах плодолистиков, содержащих по 5 семян и окружающих их сильно разросшихся мясистых чашелистиков. Диаметр плода варьирует от 5 до 12 см. Фруктовая мякоть съедобна и широко используется в индийской кухне. Из неё приготавливают карри, джемы и желе.